# Claudine Monteil
Claudine Monteil (1949) è una scrittrice femminista francese.
È stata ispirata nella sua lotta per i diritti delle donne dall'esempio della madre, la chimica Josiane Serre, un tempo direttrice dell'Ecole normale supérieure de jeunes filles. Josiane Serre aiutò giovani donne ad accedere a posti di responsabilità fino ad allora riservati agli uomini. Il padre di Claudine Monteil è il matematico Jean-Pierre Serre, professore onorario al Collège de France, titolare della medaglia Fields e del premio Abel.
Attiva nei movimenti studenteschi degli anni 1968-1970 a fianco del filosofo Jean-Paul Sartre, che conobbe molto bene, si impegna nel 1970, all'età di 20 anni, nel movimento di liberazione delle donne. Si lega con Simone de Beauvoir, autore del Deuxième Sexe, fino alla morte della scrittrice nel 1986. Simone le farà anche conoscere la sorella, la pittrice Hélène de Beauvoir, creatrice di quasi 3 000 dipinti ed incisioni, alla quale rimarrà sempre molto vicina.
Claudine Monteil rilascia conferenze attraverso il mondo per testimoniare sulla storia dei diritti delle donne nel XX secolo e sull'amicizia con Satre et Beauvoir. Oltre un dottorato di terzo ciclo su Simone de Beauvoir, ha anche pubblicato le seguenti opere, spesso tradotte in varie lingue :
- Simone de Beauvoir le mouvement des femmes, mémoires d'une jeune fille rebelle, éditions Alain Stanké, Montréal, 1995 ; éditions du Rocher, Parigi, 1996 (traduzioni in giapponese e svedese)
- Les Amants de la liberté, Sartre et Beauvoir dans le siècle, éditions 1/Calmann-Levy, Parigi, 1999 (traduzioni in greco, portoghese, svedese, giapponese, cinese, rumeno, turco) ; scaricabile da internet ; éditions Flammarion, collection J'ai Lu n°6133.
- Les Sœurs Beauvoir, éditions 1/Calmann-Levy, Parigi, 2004 (traduzioni in inglese, coreano, spagnolo, tedesco, cinese, italiano) ; scaricabile da internet.
- Simone de Beauvoir, côté femme, Timée-éditions, Parigi, 2006, illustrato con foto (traduzione in cinese).
- Simone de Beauvoir, modernité et engagement, éditions L'Harmattan, Parigi, 2009.

Claudine Monteil è inoltre l'autore di una biografia di Charlie Chaplin e della moglie, Oona Chaplin:
- Les Amants des Temps Modernes, éditions 1/Calmann-Levy, Parigi, 2002 (traduzioni in greco e portoghese), che racchiude testimonianze dei figli della coppia ; scaricabile da internet.

Ha anche pubblicato poesie in opere e riviste letterarie:
- Lettres aux femmes afghanes, Hachette, Parigi, 2001.

L'ultima opera di Claudine Monteil è un giallo nel mondo scientifico e le poste in gioco strategiche:
- Complots mathématiques à Princeton, éditions Odile Jacob, Parigi, 2010.